# Lyocell

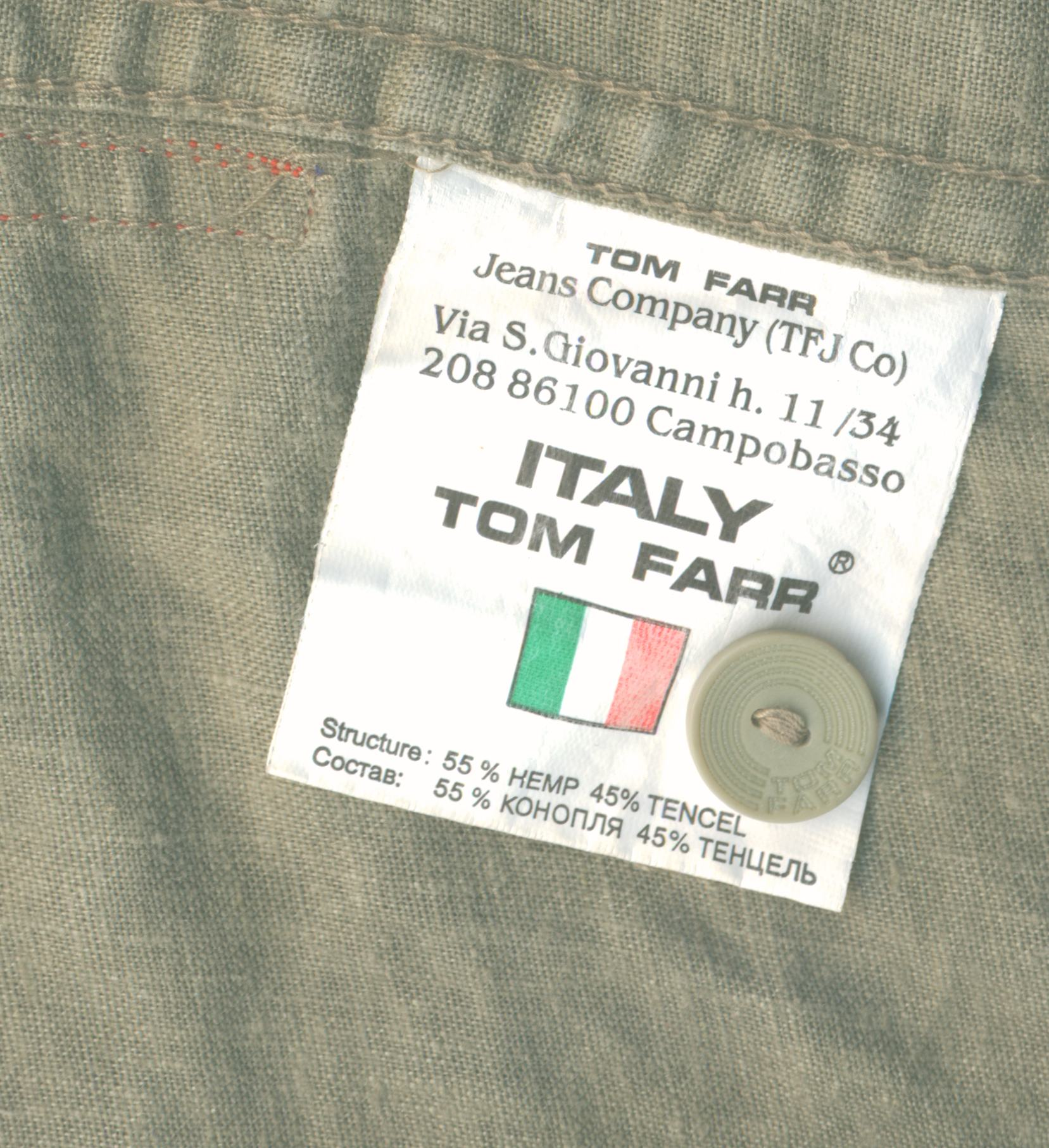
Etichetta di un cappotto in lyocell

Con il nome lyocell (o tencel) si indica una fibra prodotta dalla cellulosa frantumata disciolta in NMMO-monoidrato (N-metilmorfolina-N-Ossido-monoidrato); il prodotto risultante ha una consistenza simile al miele, ma si indurisce quando oltrepassa la filiera. Fa parte delle fibre cellulosiche, pur distinguendosi dalla viscosa, per la produzione della quale si utilizza il solfuro di carbonio.
Le caratteristiche principali sono l'ottima resistenza, la buona traspirabilità e l'assorbimento dell'umidità. Il tessuto in lyocell è resistente fino a 40 °C; se si lava a 60 °C, si nota un restringimento del 5% circa. È molto morbido, liscio e lucido, con panneggio fluido. Se, però, non viene sottoposto ad appropriati procedimenti di finissaggio, produce con facilità l'antiestetico pilling, che rovina proprio le sue caratteristiche peculiari di morbidezza e lucidità. Allo stesso tempo le operazioni di rifinitura possono ridurne la traspirabilità e l'assorbimento di umidità.
Il processo di produzione è poco inquinante: i solventi utilizzati sono atossici e completamente riciclabili. Sebbene il lyocell sia biodegradabile, se posto in una discarica non si decompone completamente; tuttavia da appositi studi risulta che in determinati ambienti riesce a decomporsi in soli 8 giorni.

## Usi del lyocell
Le sue caratteristiche fanno di lyocell materia prima per l'industria tessile (abbigliamento, tessuti tecnici, arredamento). Si usa anche per ottenere carta con caratteristiche particolari, cuoio sintetico, prodotti per l'igiene, filtri, capi per la protezione dei lavoratori e addirittura sigarette con basso tenore di catrame.

## Storia
La prima azienda a produrre il lyocell è stata la Courtaulds Fibers Inc. nel 1988, nell'impianto sperimentale S25; solo quattro anni dopo, nel 1992, iniziò a commercializzarlo, sebbene con un altro nome: tencel. Successivamente la produzione si espanse, e iniziò a fabbricarlo anche la Lenzing AG, una compagnia austriaca, sotto il nome commerciale di Lenzing Lyocell. Da marzo 2018 Lenzing AG ha smesso di usare il nome Lenzing Lyocell e oggi produce le fibre cellulosiche Modal e Lyocell utilizzando un unico nome per entrambe: TENCEL.